# 脱桓不花
脱桓不花，元朝官员，蒙古札剌亦儿氏。朔魯罕的曾孙，忒木台的孙子，奥鲁赤的次子。
脱桓不花的兄长拜住，官至蒙古亲军副都指挥使。脱桓不花担任行省左丞、蒙古军都万户。跟随忽必烈东征乃颜有功。又辅佐爱育黎拔力八达平定内难，拥立元武宗，被任命为湖广行省平章政事，进升为左丞相。去世后赠守忠翊正济美演德功臣、上柱国，追封郑国公，谥宣简。两个儿子：普答剌吉、察罕帖木儿。普答剌吉，袭任都万户，官至枢密副使。去世后赠保忠经武致德宣惠功臣、江西行省右丞，追封常山郡公，谥荣襄。察罕帖木儿，袭任都万户。